# اپاتیا
اُپاتیا (به کرواتی: Opatija) شهری در ایالت پریمریه-گرسکی کتار کشور Croatia است که جمعیت آن در سال ۲۰۱۱ میلادی ۱۱٬۶۱۲ نفر بوده‌است.